# مالوو دو
مالوو دو (به لاتین: Malov Do) یک منطقهٔ مسکونی در مونته‌نگرو است که در کوتور واقع شده‌است. مالوو دو ۸ نفر جمعیت دارد.